# 战争世界
战争世界（英語：Warworld，亦称为战争之月）是DC漫画公司出品的多部故事中的一颗虚构人造行星，大多数情况下是出现在超人的可】历险记中。最初亮相于《DC漫画出品》#27（1980年11月），由莱恩·魏因与吉姆·斯大林创作。
1.下載《戰車世界》遊戲 （页面存档备份，存于）